# Marcel Niquet
Pour les articles homonymes, voir Niquet.
Marcel Niquet, né le 12 avril 1889 à Poses (Eure) et mort le 21 décembre 1968 dans la même commune, est un peintre français. Il a participé au salon des Artistes rouennais (il fut membre de la Société des artistes rouennais jusqu'en 1931) et au salon des Artistes normands. Ses sujets de prédilection étaient Poses et les bords de Seine.

## Biographie

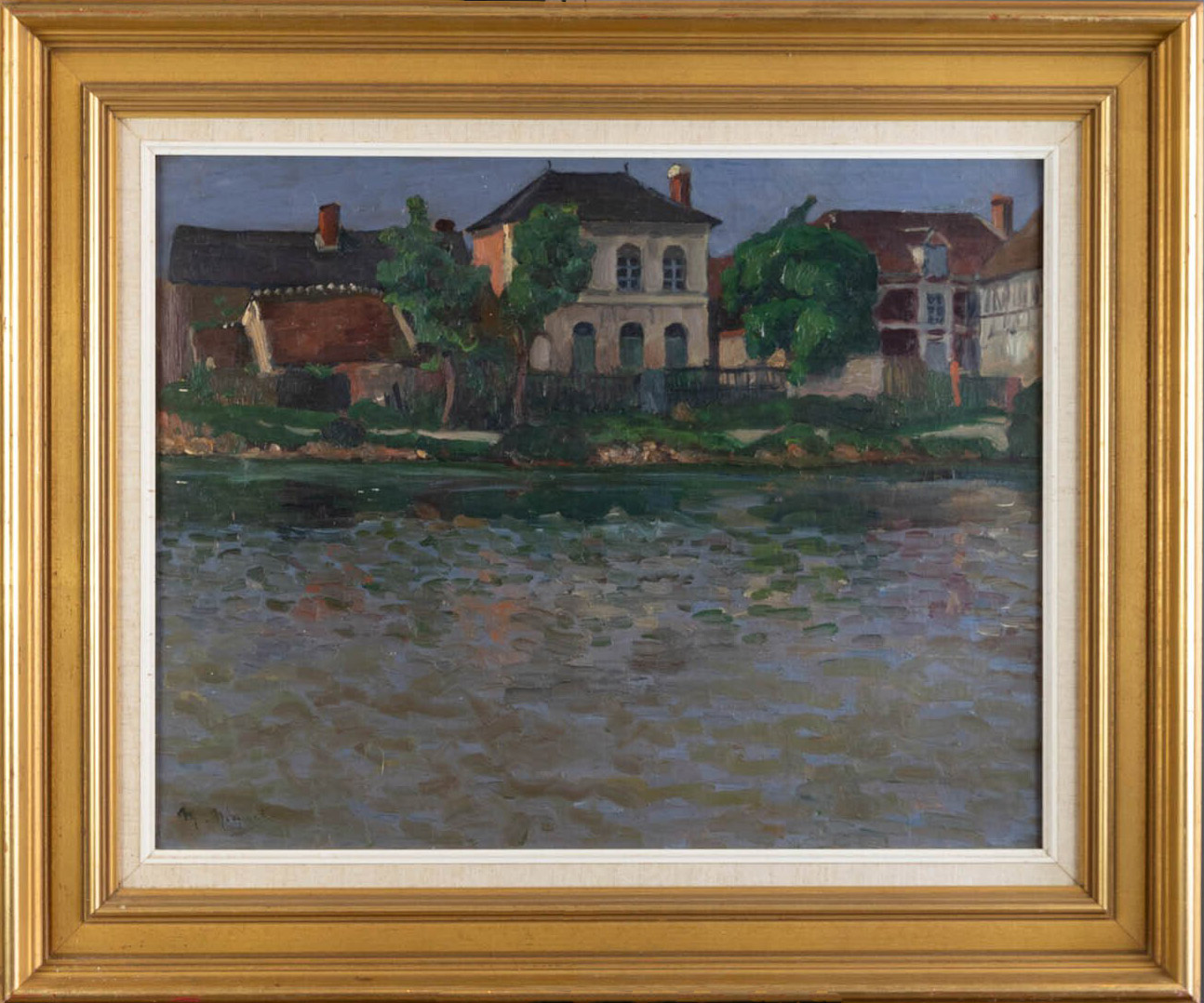
Bord de Seine à Poses, lumière du soir.

Mobilisé pendant la Première Guerre mondiale, Marcel Niquet est blessé à la hanche lors de l'offensive du 25 septembre 1915. Il combat sur le front au sein du 24e régiment d'infanterie. Il est fait prisonnier le 1er juin 1916 et interné à Cassel. Il est libéré le 16 janvier 1919.

## Distinctions
- Croix de guerre 1914–1918[2]

## Expositions

### Expositions personnelles
- Galerie Legrip, Rouen, décembre 1915, juin 1928, avril 1936[3], mars 1939.
- Galerie moderne, Rouen, 1922, février 1925, mars 1927.
- Galerie Lemonnier, Rouen, 1958.
- Rétrospective Marcel Niquet, exposition sous l'égide de l'association Les Amis de l'École de Rouen, restaurant scolaire Marcel-Niquet, Poses, juin 2005[4].
- Hommage à Marcel Niquet, Galerie de l'Espace du Palais, Rouen, septembre-octobre 2011[5].

### Expositions collectives
- Peintres normands et peintres belges, Musée des beaux-arts de Rouen, décembre 1916.
- Salon des artistes rouennais, avril-mai 1917, 1919, 1922, 1924, 1925, 1927, 1928, 1948, 1951, 1953, 1955, 1956, 1957, 1962.
- Exposition d'ouverture de la Galerie moderne, Rouen, janvier 1921.
- 39e exposition municipale des beaux-arts (avec le concours de la Société des artistes rouennais), Rouen, avril-mai 1921.
- Salon des Andelys, 1925.
- Salon d'été de la Galerie moderne, Rouen, 1925.
- Salon des indépendants, Paris, 1927, 1928, 1932, 1933, 1934, 1935, 1936, 1937.
- Salon des artistes normands, Rouen, 1928, 1932, 1933, 1934, 1935, 1936, 1937.
- Exposition artistique de la ville de Bernay, 1931.
- Exposition du groupe Les XVI (quatre sculpteurs, deux architectes, dix peintres dont Jean Aujame, Léonard Bordes, Henry E. Burel, Pierre Hodé, Pierre Le Trividic, Marcel Niquet…), Galerie Legrip et Hôtel d'Angleterre, Rouen, mai-juin 1934 ; décembre 1936.
- Marcel Niquet et Alfred Dunet, Maison du dessin, Rouen, juin 1934.
- La Seine au fil des peintres, Musée de Vernon, juin-juillet 2010.
- Jardins enchanteurs, Musée des beaux-arts de Bernay, juin-octobre 2010[6].
- Fête de l'eau impressionniste - Tableaux de Marcel Niquet et Michèle Ratel, Poses, septembre 2010.

## Réception critique
« La Normandie vue sous tous ses climats par un paysagiste sensible aux effets d'éclairage, qui transpose la nature dans une matière dense et nourrie. »
— Gérald Schurr, Le Guidargus de la peinture, Les Éditions de l'Amateur, 1993, p. 758.